# Klara (Estocolmo)

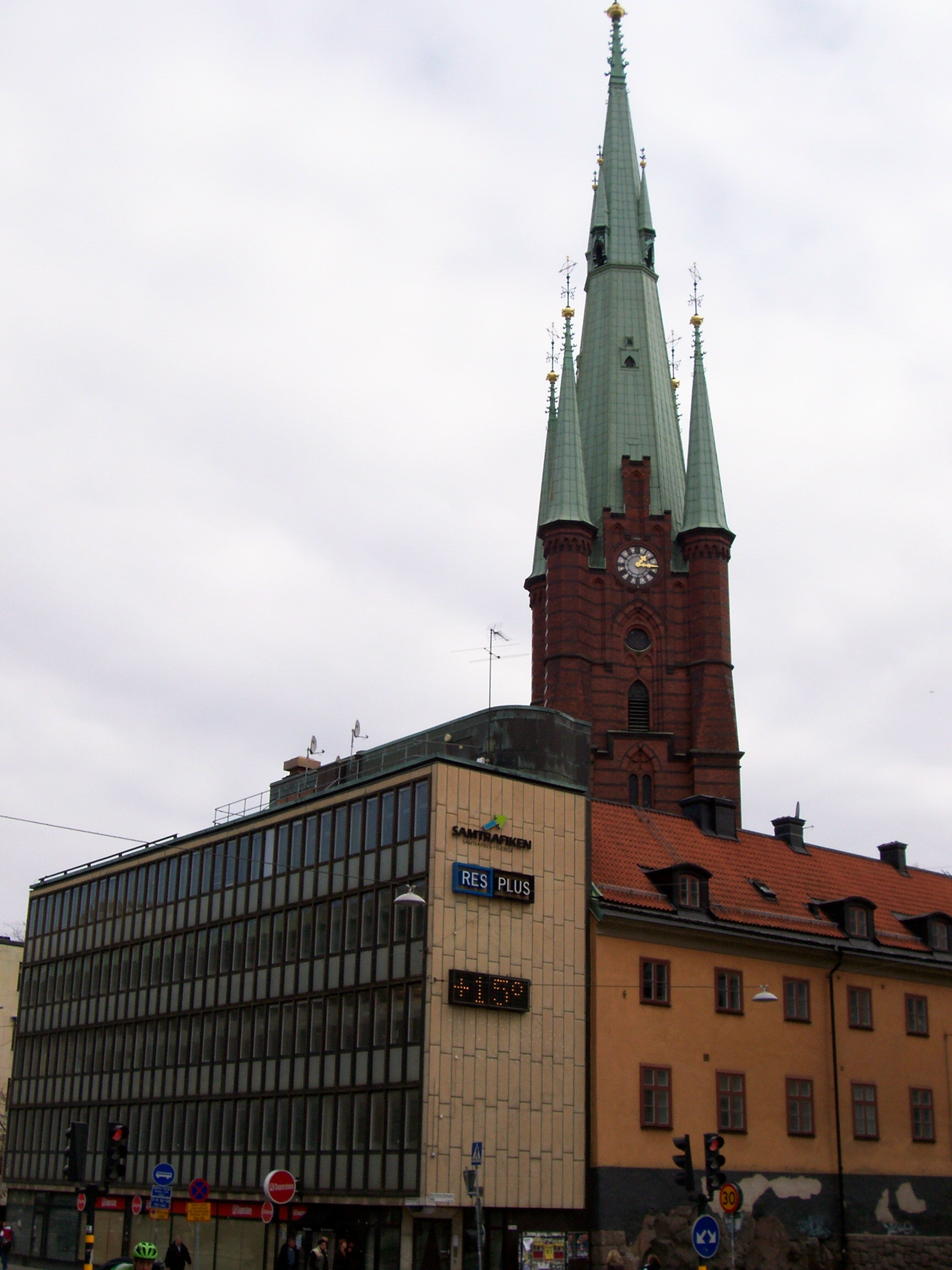
O contraste do antigo e do novo em Klara, em frente à igreja local

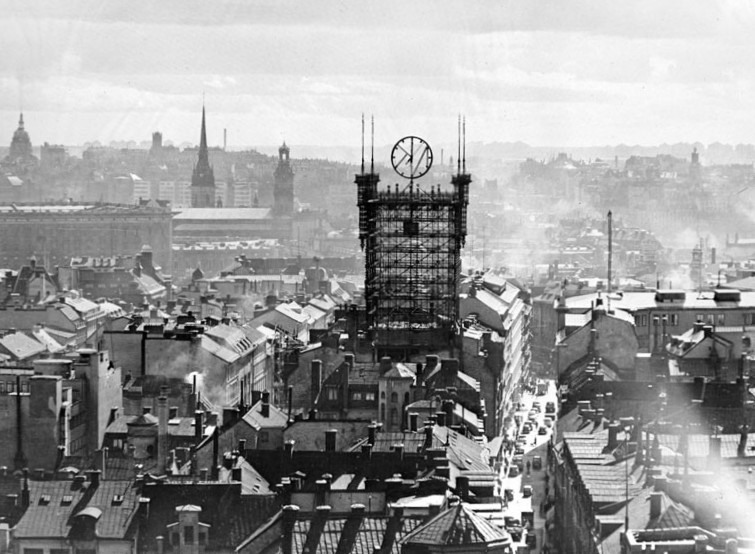
Antiga Klara

Klara (também conhecida em sueco como Klarakvarteren) é uma parte de Norrmalm no centro de Estocolmo. Hoje o nome, embora não usado correntemente, é sinónimo da cidade velha que dantes ocupava Norrmalm.
Durante as décadas de 1950 e 1960 Klara foi palco de uma extensa renovação urbana, sendo demolidos cerca de 450 edifícios, o que foi polémico na altura.

## Locais e edifícios em Klara
- Arvfurstens palats
- Palácio Sagerska
- Igreja de Klara
- Kulturhuset
- Sergels torg